# 키쿠치 코코로
키쿠치 코코로(일본어: 菊池 こころ, 1982년 11월 9일 ~ )는 일본의 여자 성우이다. 켄유 오피스 소속.
도쿄도 출신. 전 예명은 일본어: 菊池 心.

## 작품
2010년
- 침략! 오징어 소녀 - 사쿠라 키요미

2018년
- 반짝반짝 해피★ 열려라! 코코타마 (스코프)